# Automolus subulatus
Az Automolus subulatus a madarak (Aves) osztályának verébalakúak (Passeriformes) rendjébe és a fazekasmadár-félék (Furnariidae) családjába tartozó faja.

## Rendszerezése
A fajt Johann Baptist von Spix német biológus írta le 1824-ben, a Sphenura nembe Sphenura subulata néven. Besorolása vitatott sorolják a Hyloctistes nembe Hyloctistes subulatus néven is.

## Alfajai
- Automolus subulatus lemae Phelps & W. H. Phelps Jr, 1960
- Automolus subulatus subulatus (Spix, 1824)

## Előfordulása
Bolívia, Brazília, Kolumbia, Ecuador, Peru és Venezuela területén honos. Természetes élőhelyei a szubtrópusi és trópusi síkvidéki és hegyi esőerdők, valamint mocsári erdők. Állandó, nem vonuló faj.

## Megjelenése
Testhossza 18 centiméter, testtömege 24-35 gramm.

## Életmódja
Rovarokkal és pókokkal táplálkozik, de kisebb gyíkokat és békákat is fogyaszt.

## Természetvédelmi helyzete
Az elterjedési területe rendkívül nagy, egyedszáma viszont csökken, de még nem éri el a kritikus szintet. A Természetvédelmi Világszövetség Vörös listáján nem fenyegetett fajként szerepel.